# 迪拜国际金融中心

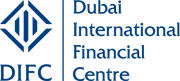
迪拜国际金融中心的标志

迪拜国际金融中心（阿拉伯语：‎）于2002年创立，2004年開始營運，占地110英亩的自由贸易区，主要服务西欧和东亚之间的企業，內設迪拜国际金融交易中心。由于盛产石油，近年油價上升使迪拜周边的阿拉伯国家手中积累了巨额油元，加上911事件后，美国和其他西方国家加強了查禁恐怖资金力度，導致阿拉伯商人普遍担心其海外资金被怀疑与恐怖活动有關而遭到没收。因此，使迪拜国际金融中心近年来发展的速度非常快。